# Solana de Ávila
Solana de Ávila ist ein zentralspanischer Ort und eine Gemeinde (municipio) mit 100 Einwohnern (Stand: 2024) in der Provinz Ávila in der Autonomen Region Kastilien-León. 

## Lage und Klima
Die Gemeinde Solana de Ávila liegt auf der Nordseite der Sierra de Gredos im Südwesten der Provinz Ávila in einer durchschnittlichen Höhe von ca. 1150 m. Die Entfernung nach Ávila beträgt knapp 85 km (Fahrtstrecke) in ostnordöstlicher Richtung. Das Klima ist gemäßigt bis warm; der Regen (1093 mm/Jahr) fällt mit Ausnahme der trockenen Sommermonate übers Jahr verteilt.

## Bevölkerungsentwicklung
| Jahr      | 1970 | 1981 | 1991 | 2001 | 2011 | 2021 |
| Einwohner | 509  | 412  | 292  | 197  | 141  | 113  |

## Sehenswürdigkeiten
- Bartholomäuskirche